# Цяо Гуаньхуа
Ця́о Гуаньхуа́ (кит. упр. 乔冠华, пиньинь Qiáo Guānhuá, 28 марта 1913, Яньчэн, провинция Цзянсу, Китайская Республика — 22 сентября 1983, Пекин, КНР) — китайский маоистский политик, четвёртый министр иностранных дел КНР. Проводил политику активного антисоветизма и сближения КНР с США в противостоянии СССР. Поддерживал радикальную группировку в окружении Мао Цзэдуна. Имел учёную степень доктора философии.

## Образование и партийная журналистика
Родился в семье помещика. Окончил философский факультет Университета Цинхуа. С юности проявлял интерес к марксизму.
В 1933 году Цяо Гуаньхуа отправился в Японию и поступил в Токийский университет. Был отчислен за связь с японскими коммунистами. Перебрался в Германию, в возрасте 23 лет получил степень доктора философии в Тюбингенском университете.
Вернувшись в Китай, занимался военной журналистикой в период китайско-японской войны. Работал в гонконгских изданиях. В 1939 году вступил в Коммунистическую партию Китая. В 1942 году перебрался в Чунцин, где редактировал международные разделы изданий КПК. Являлся консультантом Чжоу Эньлая по вопросам международной политики. В 1946—1949 годах возглавлял в Гонконге отделение агентства Синьхуа.

## На дипломатической службе
После прихода к власти КПК и провозглашения КНР Цяо Гуаньхуа занял пост заместителя министра иностранных дел Чжоу Эньлая. Курировал внешнюю информационную политику и отношения со странами Азии. В 1951—1953 годах Состоял в китайской на делегации на переговорах о прекращении Корейской войны. Вместе с Чжоу Эньлаем участвовал в Женевской конференции 1954.
Цяо Гуаньхуа оставался заместителем министра иностранных дел КНР после того, как в 1958 году Чжоу Эньлая сменил Чэнь И. Вместе с новым министром участвовал в выработке женевских соглашений по урегулированию в Лаосе, где шла гражданская война.
В Корейской, Вьетнамской и Лаосской войнах Цяо Гуаньхуа проводил линию поддержки коммунистических сил, отстаивая при этом специфические интересы КНР как прямого или косвенного участника конфликтов.

## Министр иностранных дел
В период Культурной революции Цяо Гуаньхуа был обвинён в «контрреволюционности» и оказался под угрозой репрессий. Однако его, наряду с Чэнь И и Цзи Пэнфэем, оградил от преследований Чжоу Эньлай. Цяо Гуаньхуа сохранил позиции в дипломатическом аппарате. В 1971—1974 годах он возглавлял делегацию КНР в ООН.
Цяо Гуаньхуа сыграл видную роль в китайско-советском противостоянии 1960—1970-х годов. Он выступал одним из главных проводников антисоветского курса Мао Цзэдуна. В 1969 году возглавлял делегацию КНР на переговорах об урегулировании столкновения на острове Даманский, занимал при этом жёсткую позицию. Одновременно он поддерживал линию Мао Цзэдуна и Чжоу Эньлая на примирение с США и сближение с антисоветскими силами Запада в общем противостоянии СССР. При визите в Пекин президента США Ричарда Никсона в 1972 Цяо Гуаньхуа вёл интенсивные переговоры с госсекретарём Генри Киссинджером, подготовил вместе с ним совместное коммюнике.
14 ноября 1974 года Цяо Гуаньхуа был назначен министром иностранных дел КНР. Доминантой его политики на этом посту оставался активный антисоветизм. Выступая на пленарном заседании Генеральной ассамблеи ООН 26 сентября 1975, он фактически призвал страны Запада консолидироваться для отпора «советскому социал-империализму» и охарактеризовал предложения СССР по разоружению как попытку отвлечь внимание от своей агрессивной политики. В период министерства Цяо Гуаньхуа Китай материально и дипломатически поддержал антисоветские силы — ФНЛА Холдена Роберто и УНИТА Жонаса Савимби — в ангольской гражданской войне, что означало очередной военно-политический конфликт с СССР, а также с Кубой. Со своей стороны, советская пропаганда выделяла Цяо Гуаньхуа как «закоренелого антисоветчика» и подвергала персональной критике.
Во внутренней политике Цяо Гуаньхуа в середине 1970-х всё более ориентировался на «Банду четырёх» — радикальную маоистскую группировку во главе с Цзян Цин. Это привело к осложнению и ухудшению отношений Цяо Гуаньхуа с Чжоу Эньлаем, представлявшим другую, «прагматическую», линию в руководстве КПК.

## Отставка
Менее чем через месяц после смерти Мао Цзэдуна, в начале октября 1976 года, «Банда четырёх» была разгромлена Хуа Гофэном и его сторонниками, Цзян Цин и её сподвижники арестованы. Цяо Гуаньхуа, известный как союзник этой группы, вынужден был уйти в отставку 2 декабря 1976 года. Министром иностранных дел КНР стал Хуан Хуа.
Он не подвергся преследованиям и даже получил должность консультанта в Китайской ассоциации по международным дружеским связям. Внешняя политика Китая во второй половине 1970-х и начале 1980-х в принципе не претерпела изменений. Однако Цяо Гуаньхуа на политику уже не влиял.
Цяо Гуаньхуа скончался 22 сентября 1983 года.

## Семья
Цяо Гуаньхуа был дважды женат, имел сына и дочь. Его первая жена — дипломат Гон Пэн — скончалась в 1970 году. Второй брак Цяо Гуаньхуа заключил с филологом, педагогом и дипломатом Чжан Ханьчжи, обучавшей Мао Цзэдуна английскому языку и бывшей переводчицей Ричарда Никсона во время визита того в КНР.
Сын Цяо Гуаньхуа — Цяо Цзунхуэй — занимал пост заместителя министра иностранных дел. Дочь Цяо Гуаньхуа — медик Цяо Сонду — издала в 2008 году книгу о своих родителях. Дочь Чжан Ханьчжи, падчерица Цяо Гуаньхуа — Хун Хуан — издательница модного журнала, известная журналистка и телеведущая. Её иногда называют «китайским ответом Опре Уинфри».